# Тласкала-де-Хікотенкатль
Тласка́ла-де-Хікоте́нкатль (ісп. Tlaxcala de Xicohténcatl) — місто в Мексиці, столиця штату Тласкала. Населення — 89 795 осіб (на 2010 рік).
Спочатку називалось Санта-Марія-де-ла-Нуева-Тласкала або, скорочено, Тласкала. 10 травня 1932 року перейменоване на Тласкала-де-Хікотенкатль, на честь Хікотенкатля, вождя держави Тласкала доколумбової епохи.

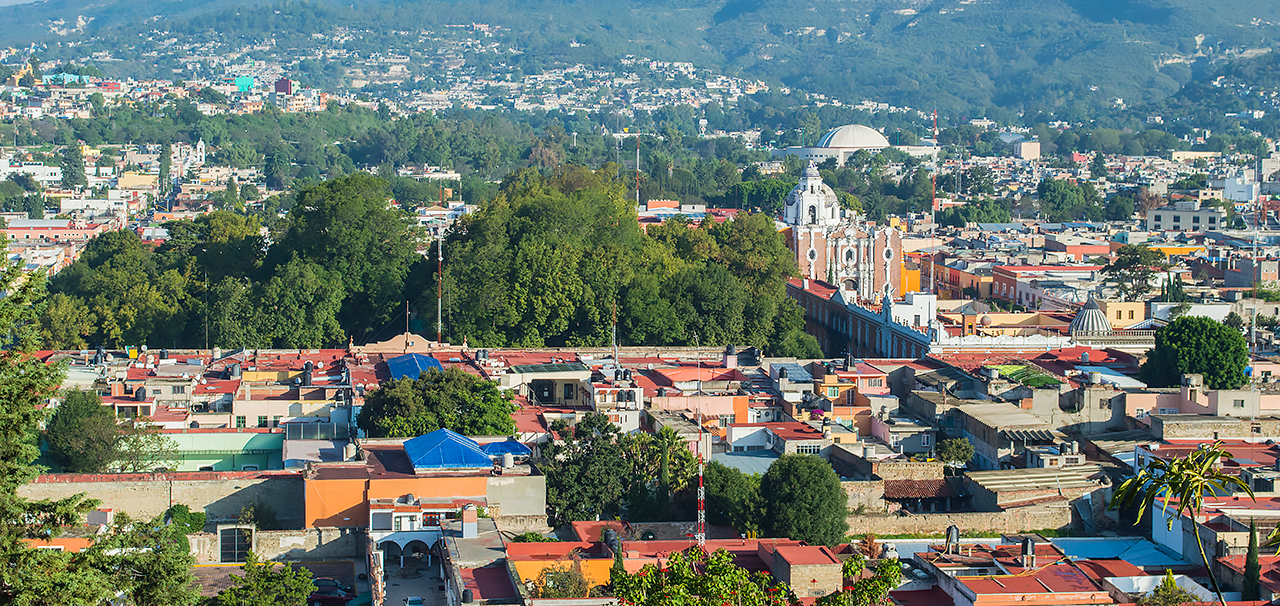
Панорама історичного центру Тласкала-де-Хікотенкатля

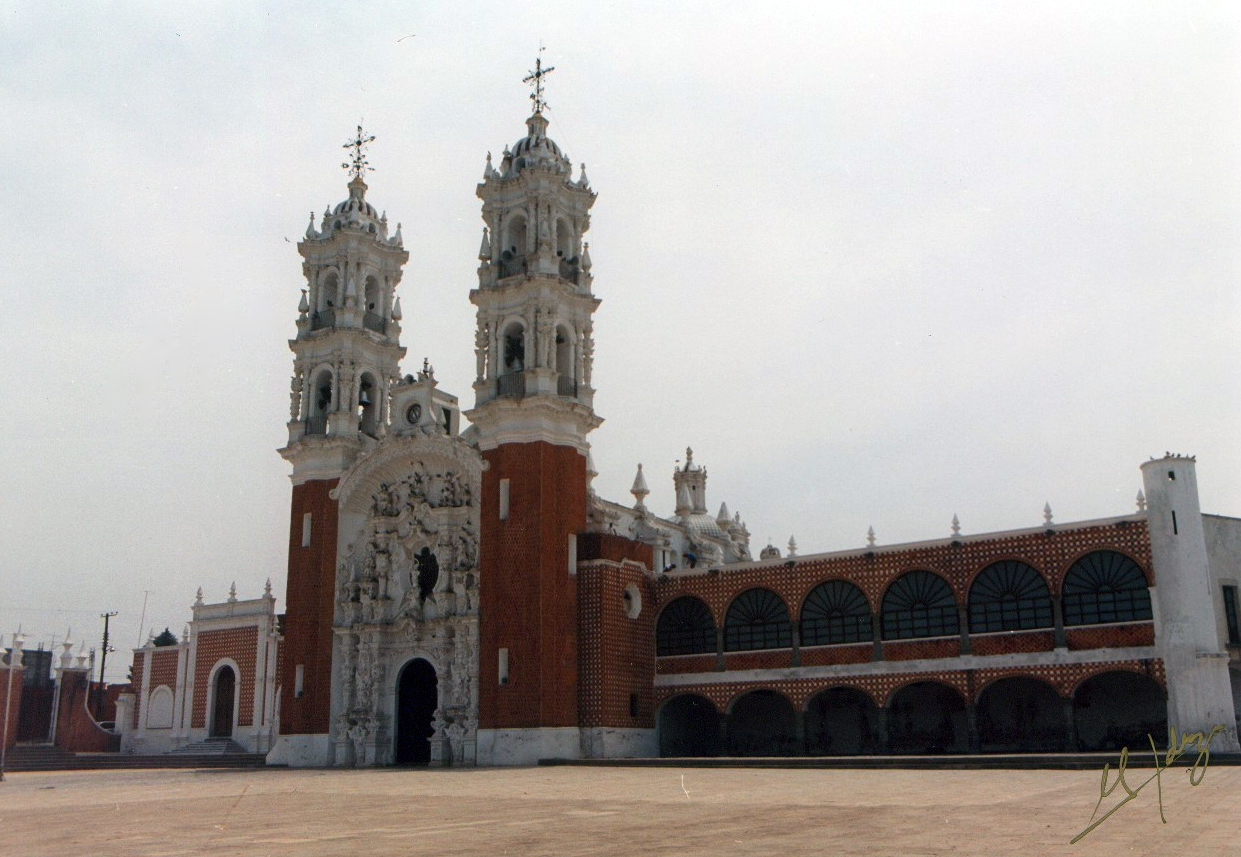
Історичний монумент Басиліка-де-Окотлан

## Фотографії

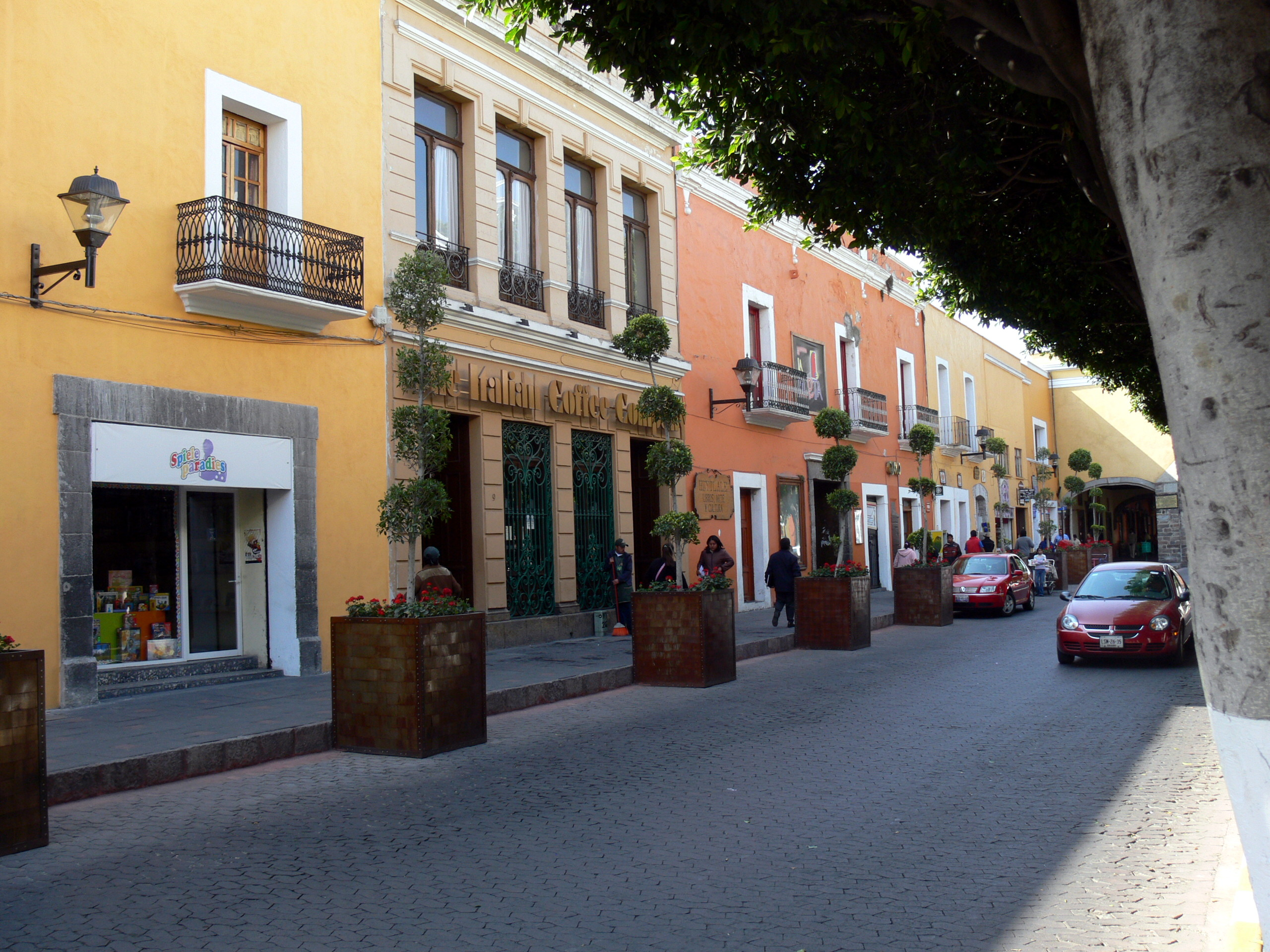
Авеніда Хуарес
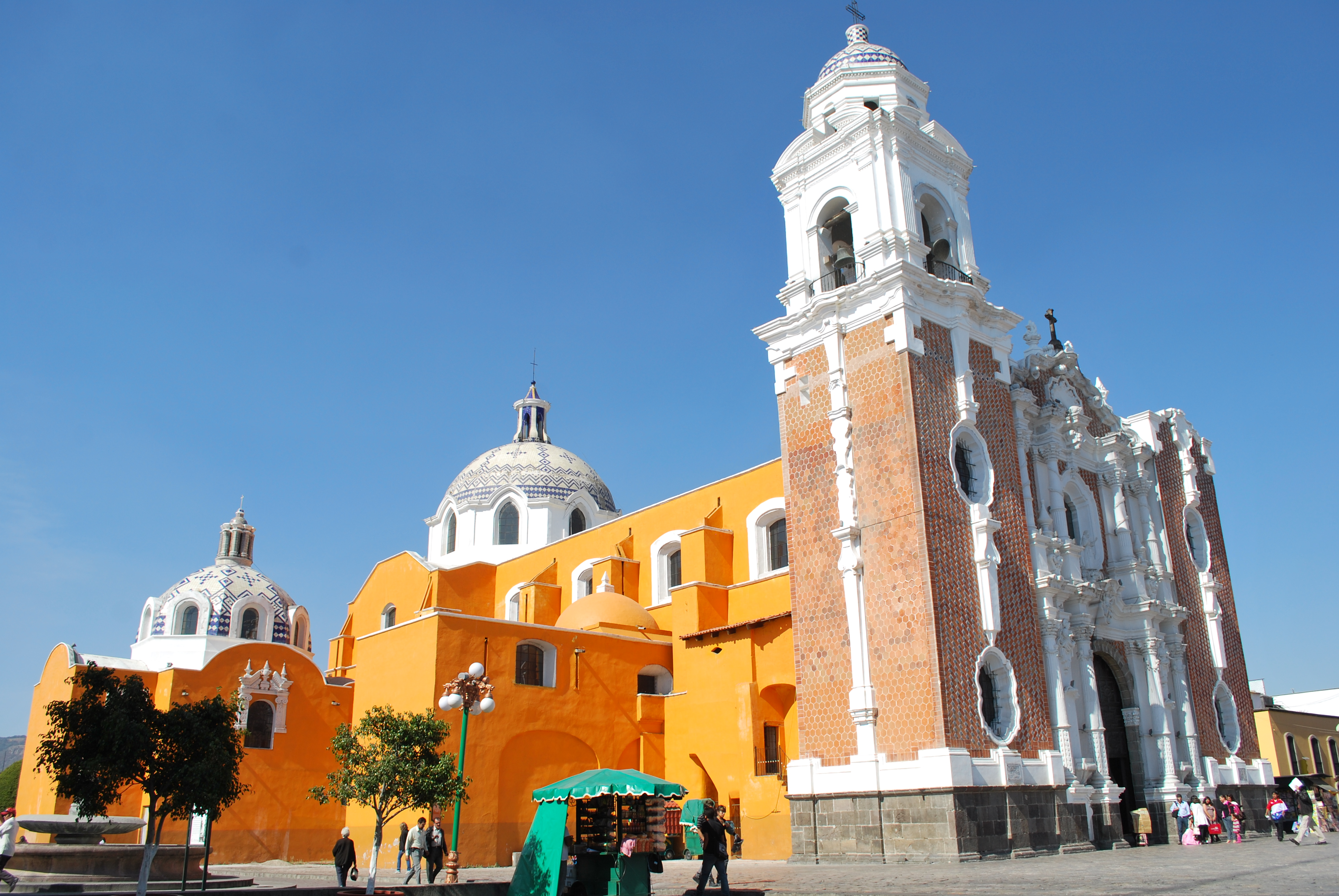
Церква Сан-Хосе
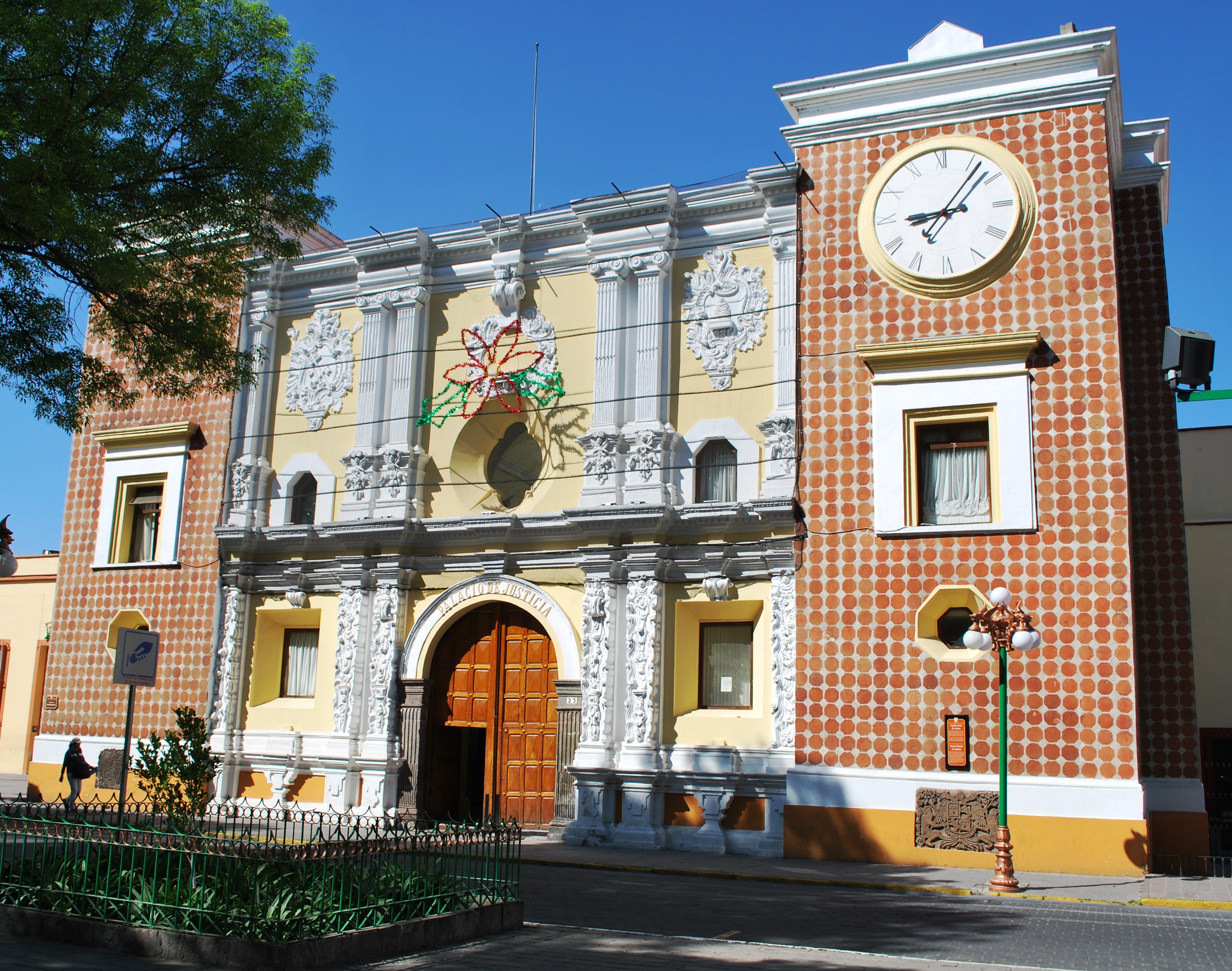
Палац юстиції
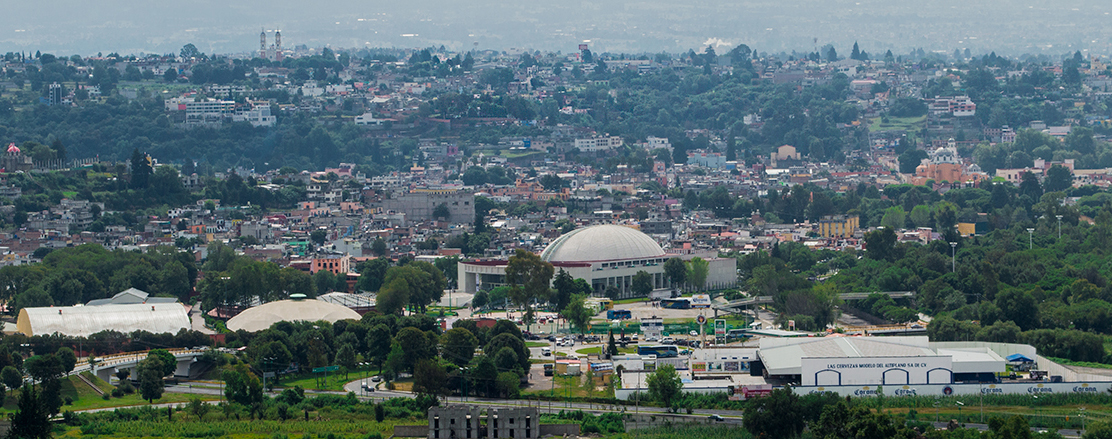
Панорама міста